# Torbjörn Johansson (friidrottare)
Torbjörn Johansson, född 23 januari 1970, är en svensk före detta friidrottare (medeldistanslöpare). Han tävlade för Malmö AI. 
Främsta internationella framgången är en 5:e plats på 800 meter vid Inomhus-EM i Paris 1994. Han har också deltagit på bl a EM i Helsingfors 1994 (utslagen i semifinalen) samt VM i Göteborg 1995 (utslagen i försöksheaten).

## Personliga rekord
| Utomhus - 800 meter – 1:46,25 (Helsingfors 12 augusti 1994) - 1 000 meter – 2:18,71 (Karlstad 7 juli 1994) | Inomhus - 800 meter – 1:47,37 (Stockholm 27 februari 1995) - 800 meter – 1:48,96 (Malmö 30 januari 2000) - 1 000 meter – 2:20,56 (Stockholm 25 februari 1996) |